# Суетка (село)
Суетка — село в Краснощёковском районе Алтайского края. Административный центр Суетского сельсовета.

## История
Основано в 1886 г. В 1928 г. состояло из 298 хозяйств, основное население — русские. В административном отношении являлся центром Суетского сельсовета Колыванского района Рубцовского округа Сибирского края.

## Население
| 1926 | 1997 | 1998 | 1999 | 2000 | 2001 |
| ---- | ---- | ---- | ---- | ---- | ---- |
| 1647 | ↘795 | ↘788 | ↘770 | ↘752 | ↗754 |
| 2002 | 2003 | 2004 | 2005 | 2006 | 2007 |
| ↘733 | ↘698 | ↘669 | ↘661 | ↘633 | ↘617 |
| 2008 | 2009 | 2010 | 2011 | 2012 | 2013 |
| ↗628 | ↘623 | ↗625 | ↘623 | ↗637 | ↘627 |

Национальный состав
Согласно результатам переписи 2002 года, в национальной структуре населения русские составляли 96 %.